# Agustín Auzmendi
Agustín Auzmendi (Adolfo Gonzales Chaves, Provincia de Buenos Aires, Argentina, 1 de febrero de 1997) es un futbolista argentino, juega como delantero y su equipo actual es Godoy Cruz Antonio Tomba de la Liga Profesional Argentina.

## Trayectoria
Agustín Auzmendi se inició en las inferiores de Acassuso, donde debutó en la temporada 2016-2017 en la Primera B Metropolitana.
En 2022 se convirtió en refuerzo del Jaguares de Córdoba, en el que solo disputó 4 partidos. Unos meses después de ese mismo año, firmó con el equipo hondureño recién ascendido, Olancho Fútbol Club. Gracias sus buenos rendimientos y a una racha goleadora de 12 goles en 13 partidos  llegó a inicios de julio de 2023 al Fútbol Club Motagua. 
Con el F.C. Motagua disputó 2 temporadas, en los que en ambos fue el máximo goleador. Allí compartió vestuario con su hermano Rodrigo Auzmendi.  Fue campeón en el Torneo Apertura 2024.
En enero de 2025 regresó al fútbol argentino, fichando por Godoy Cruz, disputando su primer encuentro con el Tomba el 17 de febrero de 2025 en la victoria 2-0 frente al Club Atlético Vélez Sarsfield, ingresando al minuto 73 por Luca Martínez Dupuy.

## Estadísticas

### Clubes
| Club                           | Div.          | Temporada     | Liga  | Liga  | Copas nacionales | Copas nacionales | Copas internacionales | Copas internacionales | Total | Total |
| Club                           | Div.          | Temporada     | Part. | Goles | Part.            | Goles            | Part.                 | Goles                 | Part. | Goles |
| ------------------------------ | ------------- | ------------- | ----- | ----- | ---------------- | ---------------- | --------------------- | --------------------- | ----- | ----- |
| C. A. Acassuso Argentina       | 3.ª           | 2017          | 3     | 1     | —                | —                | —                     | —                     | 3     | 1     |
| C. A. Acassuso Argentina       | 3.ª           | 2018          | 1     | 0     | —                | —                | —                     | —                     | 1     | 0     |
| C. A. Acassuso Argentina       | 3.ª           | 2019          | 30    | 5     | 1                | 0                | —                     | —                     | 31    | 5     |
| C. A. Acassuso Argentina       | 3.ª           | 2020          | 15    | 2     | —                | —                | —                     | —                     | 15    | 2     |
| C. A. Acassuso Argentina       | 3.ª           | 2021          | 31    | 9     | —                | —                | —                     | —                     | 31    | 9     |
| C. A. Acassuso Argentina       | Total club    | Total club    | 80    | 17    | 1                | 0                | 0                     | 0                     | 81    | 17    |
| Jaguares de Córdoba · Colombia | 1.ª           | 2022          | 4     | 0     | —                | —                | —                     | —                     | 4     | 0     |
| Jaguares de Córdoba · Colombia | Total club    | Total club    | 4     | 0     | 0                | 0                | 0                     | 0                     | 4     | 0     |
| Olancho F. C. Honduras         | 1.ª           | 2022-23       | 35    | 23    | —                | —                | —                     | —                     | 35    | 23    |
| Olancho F. C. Honduras         | Total club    | Total club    | 35    | 23    | 0                | 0                | 0                     | 0                     | 35    | 23    |
| F. C. Motagua Honduras         | 1.ª           | 2023-24       | 41    | 26    | —                | —                | 8                     | 7                     | 49    | 33    |
| F. C. Motagua Honduras         | 1.ª           | 2024-25       | 22    | 16    | —                | —                | 8                     | 4                     | 30    | 20    |
| F. C. Motagua Honduras         | Total club    | Total club    | 63    | 42    | 0                | 0                | 16                    | 11                    | 79    | 53    |
| C. D. Godoy Cruz Argentina     | 1.ª           | 2025          | 12    | 4     | 1                | 0                | 6                     | 3                     | 19    | 7     |
| C. D. Godoy Cruz Argentina     | Total club    | Total club    | 12    | 4     | 1                | 0                | 6                     | 3                     | 19    | 7     |
| Total carrera                  | Total carrera | Total carrera | 194   | 86    | 2                | 0                | 22                    | 11                    | 218   | 97    |

## Palmarés

### Campeonatos nacionales
| Título          | Club    | País     | Año  |
| --------------- | ------- | -------- | ---- |
| Torneo Apertura | Motagua | Honduras | 2024 |

### Distinciones individuales
| Distinción                                                | Año    |
| --------------------------------------------------------- | ------ |
| Goleador de la Liga de Honduras (12 goles)                | A-2022 |
| Goleador de la Copa Centroamericana de Concacaf (7 goles) | 2023   |